# Aryabhata
Aryabhata (tiếng Phạn: आर्यभट; IAST: Āryabhaṭa) hoặc Aryabhata I (476–550) là  nhà toán học-thiên văn học đầu tiên trong thời đại cổ điển của nền toán học Ấn Độ và thiên văn học Ấn Độ. Tác phẩm của ông bao gồm Āryabhaṭīya (499, khi ông 23 tuổi) và Arya-siddhanta.

## Sách tham khảo
- Cooke, Roger (1997). The History of Mathematics: A Brief Course. Wiley-Interscience. ISBN 0-471-18082-3.The History of Mathematics: A Brief Course. Wiley-Interscience.ISBN 0-471-18082-3.
- Clark, Walter Eugene (1930). The Āryabhaṭīya of Āryabhaṭa: An Ancient Indian Work on Mathematics and Astronomy. University of Chicago Press; reprint: Kessinger Publishing (2006). ISBN 978-1-4254-8599-3.The Āryabhaṭīya of Āryabhaṭa: An Ancient Indian Work on Mathematics and Astronomy. University of Chicago Press; reprint: Kessinger Publishing (2006).ISBN 978-1-4254-8599-3.
- Kak, Subhash C. (2000). 'Birth and Early Development of Indian Astronomy'. In Selin, Helaine, biên tập (2000). Astronomy Across Cultures: The History of Non-Western Astronomy. Boston: Kluwer. ISBN 0-7923-6363-9.
- Shukla, Kripa Shankar. Aryabhata: Indian Mathematician and Astronomer. New Delhi: Indian National Science Academy, 1976.
- Thurston, H. (1994). "Early Astronomy". Springer-Verlag, New York. ISBN 0-387-94107-X. {{Chú thích tạp chí}}: Chú thích magazine cần |magazine= (trợ giúp)